# Armin Otto Leuschner
Armin Otto Leuschner (16 de enero de 1868 – 22 de abril de 1953) fue un astrónomo  y educador estadounidense. Dedicado al estudio de las órbitas de asteroides y cometas, desempeñó una importante labor académica y docente desde la Universidad de Berkeley.

## Semblanza
Leuschner nació en los Estados Unidos,  pero se crio en Alemania. Regresó a los Estados Unidos para realizar sus estudios universitarios, graduándose en matemáticas en la Universidad de Míchigan en 1888. Fue el primer estudiante de posgrado en el Observatorio Lick, pero debido a conflictos con su supervisor, el director del observatorio Edward S. Holden,  abandonó el observatorio antes de acabar su doctorado. Posteriormente regresó a Alemania y acudió a la Universidad de Berlín, donde en 1897 obtuvo su doctorado con una tesis muy reconocida sobre las órbitas de los cometas.
Regresó a California como profesor asociado en astronomía en la Universidad de Berkeley, donde desarrolló  su carrera a lo largo de 50 años. Allí fundó un observatorio para la formación de sus estudiantes, más tarde rebautizado en su honor como Observatorio Leuschner. Junto con el director del observatorio Lick, James E. Keeler, dieron forma al programa de licenciatura combinado en Berkeley y Lick, convirtiéndose en uno de los centros más importantes de la nación en educación astronómica.
Como investigador astronómico, Leuschner se dedicó a la determinación de órbitas de asteroides y cometas; este tema requirió cantidades enormes de computación detallada, para lo que organizó un grupo de trabajo en el que participaron numerosos estudiantes, muchos de los cuales desarrollarían después sus exitosas propias carreras astronómicas. Dirigió los doctorados de más de sesenta de sus alumnos.
En 1913 fue nombrado decano de Berkeley, y posteriormente director de todos los asuntos de la Universidad relacionados con la Primera Guerra Mundial. Fue uno de los miembros fundadores de la Sociedad Astronómica del Pacífico, sirvió un tiempo como presidente de la Asociación Estadounidense de Profesores Universitarios, y presidió el comité de la Unión Astronómica Internacional sobre cometas y planetas menores durante dos décadas.
Leuschner fue uno de los primeros astrónomos que cuestionó que Plutón fuera el Planeta X pronosticado por Lowell. En 1932 sugirió que Plutón tenía una masa menor que la de la Tierra, y que este descubrimiento era un subproducto accidental de la búsqueda emprendida por Lowell.

## Honores
Premios
- Medalla James Craig Watson (1916)
- Orden de la Estrella Polar, Suecia (1924)
- Medalla Bruce (1936)[3]
- Medalla Rittenhouse (1937)
- Lector Halley, Universidad de Oxford (1938)

Eponimia
- Cráter lunar Leuschner
- Observatorio Leuschner
- Asteroide (1361) Leuschneria